# Carolles
Carolles é uma comuna francesa na região administrativa da Normandia, no departamento da Mancha. Estende-se por uma área de 3,85 km². Em 2010 a comuna tinha 763 habitantes (densidade: 198,2 hab./km²).